# Pessach
Pessach, auch Passa, Passach, Passah oder Pascha genannt (hebräisch פֶּסַח pæsaḥ, pésachⓘ; aramäisch פַּסְחָא pas.ḥāʾ; griechisch πάσχα pás.cha), gehört zu den wichtigsten Festen des Judentums. Das Fest erinnert an den Auszug aus Ägypten (Exodus), also die Befreiung der Israeliten aus der Sklaverei, von der das 2. Buch Mose im Tanach erzählt. Die Nacherzählung (Haggada) dieses Geschehens verbindet jede neue Generation der Juden mit ihrer zentralen Befreiungserfahrung.
Pessach wird von Juden in der Woche vom 15. bis 22., in Israel bis zum 21. Nisan gefeiert, welcher Ende März beginnt. Es ist ein Familienfest mit verschiedenen Riten, das mit dem Sederabend am 14. Nisan eingeleitet wird und mit einem einwöchigen Verzehr von Matzen einhergeht, weswegen es auch „Fest der ungesäuerten Brote“ heißt.
In der Zeit des zweiten Jerusalemer Tempels, also zwischen etwa 530 vor und 70 nach Chr., gehörte Pessach neben Schawuot (dem Wochenfest) und Sukkot (dem Laubhüttenfest) zu den drei israelitischen Wallfahrtsfesten, an denen die Gläubigen zum Tempelberg pilgerten.

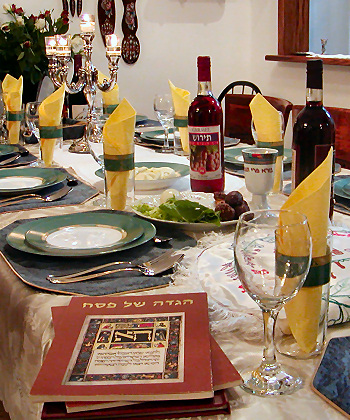
Sedertisch mit Haggada-Büchern

## Übersicht und Einordnung
Die Festtage, die im Judentum als hebräisch ימים טובים jamim towim, deutsch ‚gute Tage‘ ‚Festtage‘ bezeichnet werden, sind halachisch (laut jüdischem Religionsgesetz) so definiert:
Die sechs Tage, an denen die Tora Arbeitsverbot gebietet, sind der erste und der siebte Tag des Pessachfestes, der erste und der achte Tag des Laubhüttenfestes (Sukkot), das Wochenfest (Schawuot) sowie der erste Tag des siebten Monats (Rosch ha-Schana). Diese Tage werden als Feiertage (Jamim towim) bezeichnet.
Pessach ist also einer der Festtage, an denen die Torah für den ersten Tag und den siebenten Tag des Festes ein Arbeitsverbot gebietet.

## Bezeichnung
Die Etymologie des Wortes פֶּסַח pæsaḥ ist umstritten. Das Alte Testament deutet es von der Wurzel פסח psḥ „hinken“, „vorübergehen“ und bezieht sich auf das „Vorübergehen“ an den jüdischen Häusern während JHWHs Strafgericht an den ägyptischen männlichen Erstgeborenen in der Nacht des Auszugs (Ex 12,13 ). Die Hebräer seien dabei verschont geblieben, weil sie ihre Türen mit einem Schutzzeichen markiert hätten (Ex 12,27 ). Vermutlich handelt es sich dabei jedoch um eine sekundäre, theologische Deutung. Die LXX akzentuiert dies durch die Verwendung des Verbes σκεπάζω skepázō „schützen, bewahren“ für פסח psḥ.
Möglich ist auch, dass sich die Wurzel פסח psḥ auf „springen“, „einen kultischen Hinketanz vollführen“ bezieht und so ein vorisraelitisches Fest aufnimmt (vgl. 1 Kön 18,26 ). Einen solchen religiösen Hintergrund versuche die Deutung in Ex 12,13  zu überwinden.
Die im Deutschen von Nichtjuden oder Christen gebräuchlichsten Namensformen sind Passa (Lutherbibel, evangelische Liturgie), Pascha (ausgesprochen als Pas’cha, Loccumer Richtlinien, Einheitsübersetzung, katholische Liturgie). Die revidierte Einheitsübersetzung von 2016 verwendet im Alten Testament die Schreibung Pessach.
Pascha ist in der Vulgata ein Lehnwort aus dem Griechischen. Mit Wortableitungen vom lateinischen pascha bezeichnen die meisten europäischen Sprachen das christliche Osterfest (siehe dort).

## Biblische Begründung

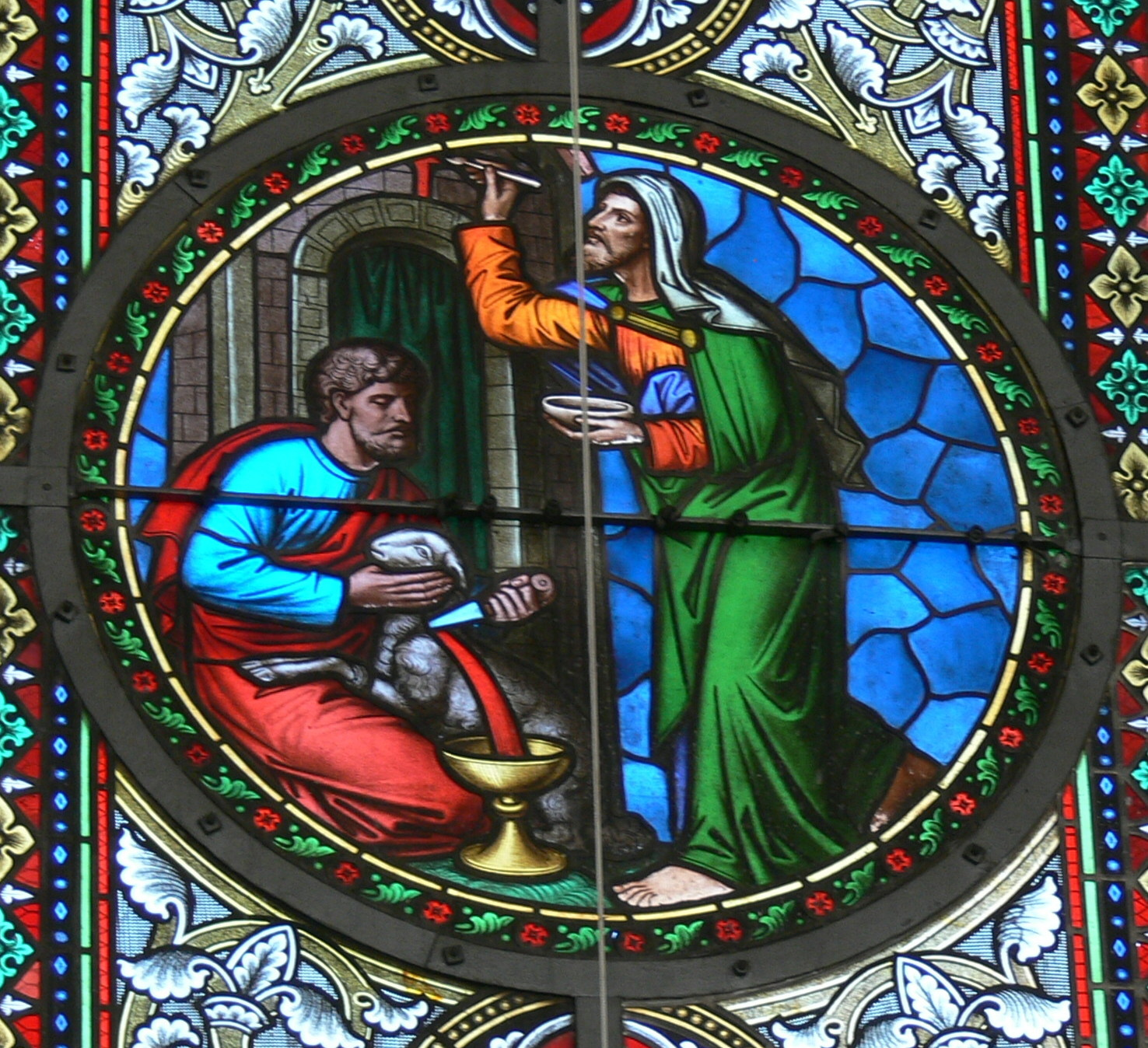
Opferung des Lamms während der Plagen (1880), Pfarrkirche Andelsbuch (Vorarlberg)

Das Pessach wird in Ex 12,1–20  als Gebot Gottes zwischen Ankündigung (Ex 11,5–10 ) und Vollstreckung (Ex 12,29–51 ) der letzten der Zehn Plagen eingesetzt. Einige spätere Bestimmungen ergänzt Ex 12,43–49 .
Im biblischen Zusammenhang beendet dieses Fest die Knechtschaft Israels: Als sich die Ägypter weigern, die Hebräer ziehen zu lassen, kündet Gott ihnen nach neun erfolglosen Plagen die Tötung der Erstgeborenen von Mensch und Tier an. Um verschont zu bleiben, solle jede israelitische Familie abends ein männliches, einjähriges fehlerloses Jungtier von Schaf oder Ziege schlachten, mit dessen Blut die Türpfosten bestreichen und es dann braten und gemeinsam vollständig verzehren. An den so markierten Häusern werde JHWH in derselben Nacht vorübergehen (hebräisch פָּסַח pāsaḥ, Ex 12,23 ) und dem Verderber (hebr. Maschechit) nicht erlauben in die Häuser zu kommen, während er Gottes Strafaktion an Ägypten vollstreckt. Danach drängt der Pharao die Israeliten zum Verlassen des Landes, worauf sie gemäß Gottes Anweisungen vorbereitet sind.
Neben Schlachtung und Verzehr der Pessachtiere begründet das Kapitel auch das Festdatum, Ysop zum Bestreichen der Türen, das Auskehren allen gesäuerten Teiges, das siebentägige Matzenessen, das gegürtete, angekleidete Durchwachen der Auszugsnacht und Versammlungen am ersten und letzten Festtag. Ex 13,1–16  ergänzt das Opfer (Tier) bzw. die Weihe (Mensch) der männlichen Erstgeburt und das erzählende Erinnern der Auszugsnacht als Antwort auf die Frage eines Sohnes nach Herkunft und Sinn des Pessach.
Bestimmungen aus der späteren Königszeit in Dtn 16,1–8  geboten das Pessach als zentrales Kultfest und verboten die Hausschlachtung. Als Opfertiere durften auch Rinder gewählt werden; sie mussten am selben Abend gekocht und restlos verzehrt werden. Das siebentägige Matzenessen sollte von der Auskehr allen Sauerteiges aus Israel während der Festwoche begleitet sein, „damit du dein ganzes Leben lang des Tages gedenkst, an dem du aus Ägypten gezogen bist“ (V. 3). Der siebte Festtag sollte als Ruhetag mit einer Versammlung begangen werden.
Num 9,1–14  wiederholt die Pessachregeln von Ex 12  und ergänzt: Wer aus irgendeinem Grund – etwa einer weiten Reise oder einer kultischen Unreinheit – an der Teilnahme gehindert ist, darf Pessach im folgenden Monat (am 14. Ijjar) nachfeiern (Pessach scheni: „zweites Pessach“, auch „kleines Pessach“ genannt). Das zweite Pessach dauert nur einen Tag, das Verbot des Gesäuerten gilt nicht. Dennoch werden zum Andenken auch an diesem Tag u. a. Matzen gegessen.
Jos 5,10–12  beschreibt ein Pessach der zweiten Wüstengeneration beim Übergang zur Sesshaftwerdung in Kanaan. Damit habe Gott die „ägyptische Schande“ endgültig von den Israeliten abgewälzt; von jenem Fest an sei das Manna als wunderbare Wüstennahrung nicht mehr notwendig gewesen.

## Entstehung und Wandel

### Herkunft
Drei landwirtschaftliche Feste sind von Bedeutung:
- der Chag ha-Mazzot (hebräisch חג המצות ‚Fest der ungesäuerten Brote‘)
- der Chag ha-Schawuot (hebräisch חג השבועות ‚Fest der sieben Wochen‘)
- der Chag ha-Sukkot (hebräisch חַג הַסֻּכּוֹת Chag ha-Sukkot, deutsch ‚Laubhüttenfest‘), auch als Chag ha-Assif (hebräisch חַג הָאָסִיף ‚Lesefest‘)

Die alten Festkalender der Tora (Ex 23,14–17 ; Ex 34,18–23 ) nennen nur Chag ha-Mazzot als eins von drei regelmäßigen, noch nicht genau datierten Wallfahrtsfesten. Die Notiz Num 33,3  erwähnt nur das Pessach vor dem Aufbruch aus Ägypten; auch Num 9,1–14  erwähnt Chag ha-Mazzot nicht. Erst Lev 23,4–8  nennt Pessach- und Mazzotfest nebeneinander und legt die Rahmentage der Festwoche fest. Deshalb nimmt die alttestamentliche Forschung vielfach an, dass Tier- und Brotritus ursprünglich getrennt und verschiedener Herkunft waren.
Das Fest der ungesäuerten Brote kennzeichnet den Beginn der Gerstenernte in der Levante und wurde mit der Zeit zu einem siebentägigen Fest erweitert. Es wird auch als Fest der Erstlingsfrucht (hebräisch רֵאשִׁית קצִיר Reschit Katzir oder Chag HaBikurim) bezeichnet und nach dem ersten Tag des Pessachfestes begangen. Die ungesäuerten Brote werden auf ein bäuerliches Fest der Wintergetreideernte zurückgeführt, bei dem altes, zur Säuerung verwendetes Saatgut von neuem Getreide getrennt und bis zur Säuerung des ersten neuen Mehls nur ungesäuertes Brot gegessen wurde. Der Ursprung des Pessach lag nach weitgehendem Konsens der Alttestamentler im halb- bzw. nomadischen Milieu, bei dem die Schafs- und Ziegenhirten, bevor sie im Rhythmus der Jahreszeiten auf die Frühlingsweiden aufbrachen, ein Schaf opferten, um die künftige Fruchtbarkeit ihrer Herden zu sichern. Pessach, am Vorabend des Mazzotfestes begangen, gewann größere Bedeutung als jenes, und darum erhielt das Gesamtfest nach Verschmelzung beider Feste seinen Namen.
Nach Ernst Axel Knauf und Hermann Michael Niemann (2021) liegt dem Rhythmus des Pessachfestes die Transhumanz zugrunde, ein Verfahren, das für das „orientalische Dorf“ seit 5000 Jahren bekannt ist, wenn es im direkten Umland kein Weideland besaß. Während der Vegetationsperioden zogen einige Mitglieder der sesshaften Dorfgemeinschaft mit ihren Herden in entferntere Weidegebiete, um diese von den Feldern fernzuhalten.
Leonhard Rost erklärte die Tierschlachtung zum Bestreichen der Türen (Ex 12,21–23 ) als nomadischen Schutzritus, um Wüstendämonen aus der Behausung fernzuhalten. Das Rösten des Fleischs in der Vollmondnacht und das ungesäuerte Hirtenbrot sah Rost als weitere Merkmale eines nomadischen Festes. Die seinerzeit weit rezipierte These Rosts scheitert daran, dass sie Annahmen zur nomadischen Frühzeit Israels macht, die aus Sicht der neueren Forschung nicht haltbar sind. Die nomadischen Züge des Pessach lassen sich ohne Rosts Hypothese so erklären: Die Ähnlichkeit mit dem von vorislamischen Arabern praktizierten rağab-Opfer macht wahrscheinlich, dass das Pessach-Opfer aus nomadischen Gruppen stammt, die zu dem entstehenden Israel stießen. Der Pessach-Ritus ähnelt dem Ritus des ḏabīḥa-Opfers der vorislamischen Araber, bei dem Zelt- oder Haustürpfosten mit dem Blut des Opfertieres bestrichen wurden, das anschließend von der Familie gemeinsam verzehrt wurde; das ḏabīḥa-Opfer war allerdings nicht an einen bestimmten Termin gebunden. Auch die älteste Pessachüberlieferung, zum Beispiel die (für den Tempelkult nicht belegte) Vorschrift, das Opfertier zu kochen, weist auf einen familiären Kontext.
Wann Pessach- und Mazzotfest zu einem Fest verbunden wurden, ist in der Forschung umstritten. Dtn 16,1–8  setzt die Verschmelzung beider Feste voraus, lässt aber erkennen, dass Pessach ein Wallfahrtsfest war, das Mazzotfest aber in den jeweiligen Wohnorten gefeiert wurde. Angeredet ist Israel als Kollektiv; die gemeinsame Pessachfeier am Zentralheiligtum soll ein Erlebnis von Gemeinschaft ermöglichen. Die während der Festwoche verzehrten Mazzen, im Deuteronomium interpretiert als „Brot des Elends“, halten die Erinnerung an den Auszug aus Ägypten präsent. Israel soll sich daran erinnern, dass es das sesshafte Leben im Land der Verheißung seinem Gott JHWH verdankt. Daher ist Pessach im Deuteronomium in besonderer Weise ein Fest „für JHWH.“

### Zentrales Tempel- und Wallfahrtsfest
Die Verlegung des Familienfestes zum zentralen Tempelfest zeigt Dtn 16,2.5ff . Dabei verlangt V,7 gegen Ex 12,9  das Kochen, nicht Braten des Opfertieres, das den ursprünglich häuslichen Festcharakter bestätigt. Nach 2 Kön 23,21f  folgte König Josia diesen wiederentdeckten Geboten des Deuteronomiums und feierte ein Pessach als Staatsfest beim Tempel. Dies wird als etwas Neues bezeichnet, wohl nicht, weil zuvor kein Pessach üblich gewesen wäre, sondern weil das Fest in den Familien und nicht zentral begangen wurde.
Im babylonischen Exil (586–539 v. Chr.) wurde Pessach erneut als Familienfest gefeiert und festgelegt. Aus dieser Zeit stammen die detaillierten Pessachbestimmungen (Ex 12,1–14 ), die redaktionell in den Erzählfaden der Auszugsgeschichte eingefügt wurden. Dabei bestätigt die ebenfalls exilische Notiz Ez 45,21ff  den Termin am 14. Nisan, der die Vollmondnacht meinte, aber auch die deuteronomische Ansicht, Pessach sei am Zentralheiligtum zu feiern. Außerbiblische Quellen aus der ägyptischen Kolonie Elephantine und ein Brief des Königs Darius II. von 419 v. Chr. bestätigen Festtermin und Festdauer für die Perserzeit.
Nach dem Wiederaufbau des Tempels (ab 539 v. Chr.) schlachteten die Priester die Pessachtiere – auch Rinder waren wieder erlaubt –, die Festpilger brieten und verzehrten sie dann im Tempelvorhof (2 Chr 30,1–5 ; 35,13f ; Esr 6,19f ). Diese Arbeitsteilung behielten die Samaritaner nach ihrer Trennung vom Tempelkult auf dem Berg Garizim bei. Damit entfiel auch das Streichen des Tierblutes an die privaten Türpfosten.
Die Umwandlung zum zentralen Tempelfest konnte sich in Israel jedoch offenbar nicht ungebrochen durchsetzen: Unter der römischen Herrschaft wurde nur die Schlachtung am Tempel vollzogen; die Festpilger nahmen ihr Teil, brieten und aßen es dann mit Vorspeisen, Wein und Gesang – einer Vorform des später festgelegten Sederablaufs – in ihren Häusern. In dieser Form war Pessach das Hauptfest des Judentums zur Zeit Jesu von Nazaret.

### Außerbiblische Pessachtexte
Das Jubiläenbuch entstand um 150 v. Chr. als theologischer Traktat, der Toratexte paraphrasierend deutet, um die Israeliten gegen den Einfluss des Hellenismus an ihre Traditionen zu binden. Kapitel 49 erklärt das Pessach: In der Auszugsnacht hätten die Israeliten damit ihren Gott gelobt, während von ihm gesandte böse Mächte den Ägyptern Unheil brachten. In der vorstaatlichen Zeit habe man Pessach im Zelt gefeiert, nach dem Tempelbau aber im Tempelvorhof. Jeder männliche Jude ab 20 Jahren müsse es zum festgesetzten Datum jährlich feiern, und zwar „vom dritten Teil des Tages bis zum dritten Teil der Nacht“. Das Pessachlamm werde Gott am Tempel geopfert, um ganz Israel erneut ein Jahr lang vor Strafen und Plagen zu bewahren. – Kapitel 17,15 und 18,3.18f zufolge fand die Beinahe-Opferung Isaaks an einem 14. Nisan statt. Damit wird dem Pessachblut nach Philip R. Davies jedoch keine entsühnende Wirkung zugesprochen, sondern Isaaks Rettung durch ein Tieropfer weise vorweg auf die kommende Rettung aller erstgeborenen Israeliten durch das Pessachopfer hin.
Die Tempelrolle unter den Schriftrollen vom Toten Meer bestätigt das Mindestalter von 20 Jahren für Pessachpilger und die Schlachtung durch Priester. In einem Kalenderfragment wird der Pessachtermin nach dem Sonnenjahr von 364 Tagen immer auf einen Dienstag gelegt; damit wollte man den Konflikt des beweglichen Datums mit einem Sabbat vermeiden.

### Rabbinisches Judentum

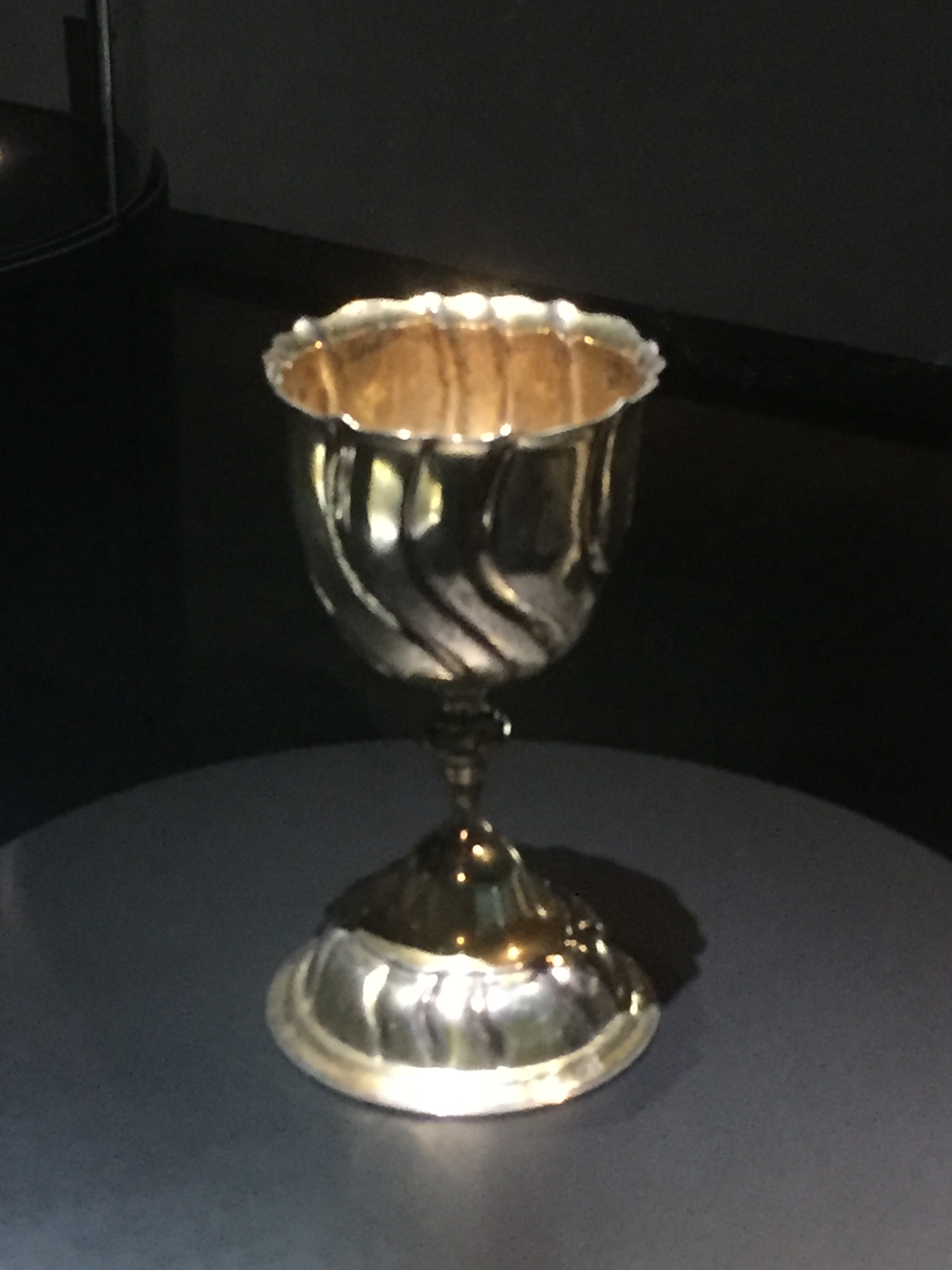
Kiddusch-Becher

Nach der Zerstörung des zweiten Tempels endete mit den Opfern auch das Schlachten von Pessachtieren. Seither wird das Pessach als reines Hausfest gefeiert.
Der Traktat Psachim in der Mischna sammelte und erweiterte alle Pessachvorschriften, die aus der Schrift begründet waren und vor 70 geübt wurden (Kapitel I–IX). Demnach beaufsichtigten die Leviten die kultische Reinheit der Tempelbesucher und sangen Lobgesänge (III,11). Nicht sie, sondern gläubige Männer aus dem Volk vollzogen die Schlachtung im Tempelvorhof der Priester (V,5). Diese fingen das Blut der Pessachtiere auf, um damit den Fuß und nicht die Seiten des Altars (V,8) zu besprengen.
Das letzte Kapitel befasst sich mit dem Seder, um diese häusliche Feier als Bestandteil biblischer Tora in Kontinuität zum bisherigen Pessachritus zu legitimieren. Bis zum Eintritt der Dunkelheit solle man nichts essen, dann – wie Griechen und Römer – das Mahl liegend einnehmen. Dies sei auch für die bettlägerigen Armen unerlässlich (X,1). Die Feier solle mit dem Segensspruch des Hausvaters über den ersten Becher Wein beginnen, der dann herumgeht und von allen geleert wird (X,2). Dann wird die Vorspeise aus Kräutern und Fruchtmus, dann das Hauptmahl mit dem gebratenen Lamm (X,3) aufgetragen, dazu ein zweiter Weinbecher (X,4). Dazu erzählt der Hausvater die Auszugsgeschichte nach Dtn 26,5–11  und deutet die Mahlbestandteile: Das Lamm zeige, „dass Gott an den Häusern unserer Väter vorüberging“, die Matzen, „weil sie erlöst wurden“, die Bitterkräuter, „weil die Ägypter verbitterten“. Jeder Festteilnehmer solle sich ansehen wie einen damaligen befreiten Israeliten und Gott deswegen mit Psalmgesang verherrlichen (X,5). Diesem ersten gemeinsamen Hallel folgt ein Dankgebet, der zweite Becher wird getrunken und das Hauptmahl eingenommen. Danach folgt der dritte, nach dem zweiten Hallel der vierte Weinbecher.
Dieser bis heute gültige Ablauf des Seder wurde bis zum 10. Jahrhundert immer mehr verfeinert und in seinen Details schriftlich festgelegt.

## Datum
Das Fest fällt gemäß der biblischen Einsetzung in den jüdischen Frühlingsmonat und beginnt nach dem Jüdischen Kalender mit dem Vorabend des 15. Nisan als dem Sederabend. Das ist der so genannte erev pessach oder Rüsttag, an dem das Fest vorbereitet wird.
Die folgende Tabelle listet die Termine von Pessach im gregorianischen Kalender für die nächsten Jahre auf. Der Tageswechsel im jüdischen Kalender bei Sonnenuntergang unterscheidet sich vom weit verbreiteten Tageswechsel um Mitternacht. Daher wird bei der Umrechnung der Beginn des Pessachfestes mit dem Datum des auf den Sederabend folgenden Tages im gregorianischen Kalender angegeben.
Das Datum des Pessach-Festes lässt sich nach der Gaußschen Pessach-Formel berechnen.
Jeder Festtag beginnt am Vorabend, denn im jüdischen Kalender dauert der Tag vom Vorabend bis zum Abend des Tages – nicht von 0 bis 24 Uhr.
| Jüdisches Jahr | Gregorianisches Datum  |
| -------------- | ---------------------- |
| 5784           | 23. bis 30. April 2024 |
| 5785           | 13. bis 20. April 2025 |
| 5786           | 2. bis 9. April 2026   |
| 5787           | 22. bis 29. April 2027 |
| 5788           | 11. bis 18. April 2028 |

Als Chol HaMoed (hebräisch חוֹל הַמּוֹעֵד ḥōl hammōʿēd) bezeichnet man die „Zwischen“-Feiertage von Pessach (und Sukkot). Diese Tage vermischen die Merkmale eines חוֹל ḥōl (Wochentags) und eines מוֹעֵד mōʿēd (Festtages). Am Pessachfest besteht Chol HaMoed aus dem zweiten bis sechsten Feiertag (dritter bis sechster in der Diaspora).

## Verlauf und Bedeutung

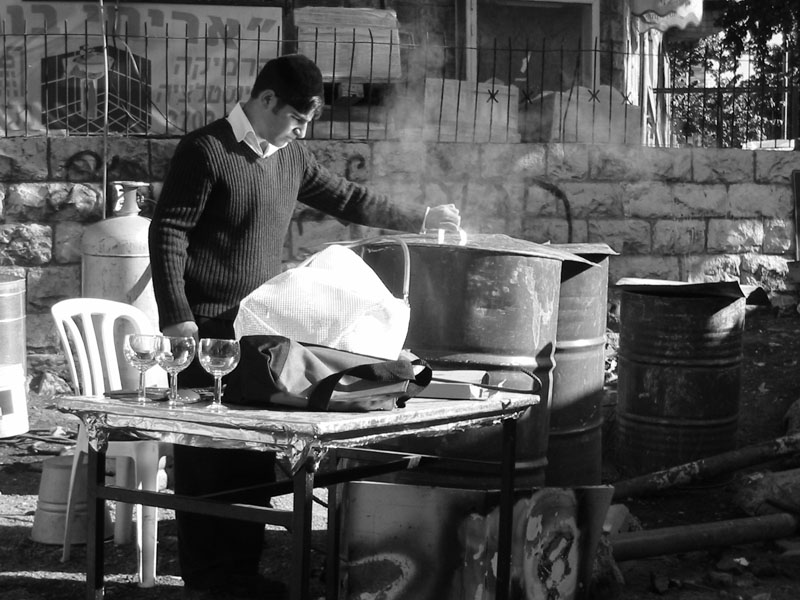
In Mea Shearim wird Geschirr abgekocht und damit für Pessach gekaschert.

Das Pessachfest dauert sieben Tage, in der Diaspora bei orthodoxen Juden acht Tage. Während dieser Zeit darf gemäß Gottes Gebot (Ex 12,20 ) kein חָמֵץ Chametz, deutsch ‚Gesäuertes‘ verzehrt werden, noch sich im Haus befinden. Dies wurde in der rabbinischen Tradition auf alle Speisen, die in irgendeiner Weise mit Gesäuertem in Berührung kamen, ausgedehnt. Sie dürfen an Pessach weder zur Zubereitung oder Darreichung von Speisen, ja nicht einmal zur Viehfütterung genutzt werden. Als Säuerndes gilt jede der fünf Getreidearten Weizen, Roggen, Gerste, Hafer, Dinkel (Spelt), die für mindestens 18 Minuten mit Wasser in Kontakt kam, sowie jede Speise und jedes Getränk, das aus einer dieser Getreidesorten hergestellt ist oder sie enthält.

### Vorbereitung
Zur Festvorbereitung werden in der Vorwoche sämtliche gesäuerten Nahrungsmittel verzehrt, verschenkt oder verkauft und die übrigen in einem großen Hausputz entfernt. Das Haus wird bis auf den letzten Krümel gereinigt. Chametz, welches vergessen und später entdeckt wurde, darf nicht mehr genutzt werden und wird deshalb weggeworfen. Gefundenes (geschenktes oder ähnliches) Chametz darf ebenfalls verkauft werden, und am Ende des Pessachs wieder zurückgekauft werden (Der materielle Besitz muss nicht zwingend wechseln). Glasgeschirr wird drei Tage gewässert, das Wasser dabei jeweils nach 24 Stunden gewechselt. Eisernes Gerät (Töpfe, Besteck) wird abgekocht und damit vorschriftsmäßig gekaschert. In vielen Haushalten gibt es Geschirr und Besteck nur für Pessach. Alles Küchenzubehör aus anderen Materialien, wie Holz, Porzellan, Steingut, Plastik usw. wird während des Festes weggeschlossen. Zum Abschluss dieser Hausreinigung wird rituell im Licht einer Kerze jeder Winkel der Wohnung nach verbliebenem Chametz durchsucht.
Dies soll an die biblische Überlieferung erinnern, nach der die Israeliten so rasch aus Ägypten ausziehen mussten, dass zum Säuern und Gärenlassen der Brote als Reisenahrung keine Zeit mehr blieb (Ex 12,34 ). Während der acht Festtage wird darum nur ungesäuertes Brot (mazza) gegessen. Die Mazzen sind dünne, nur aus Mehl und Wasser ohne Hefe hergestellte knusprige Fladenbrote. Die gesamte Herstellungszeit vom Anrühren des Teiges bis zum Backen darf 18 Minuten nicht überschreiten, damit der Teig auf keinen Fall säuert. Die Mazzen bilden den religionshistorischen Hintergrund der in der katholischen Eucharistie als Hostien verwendeten Oblaten, die aber wesentlich kleiner sind.

### Der Sederabend

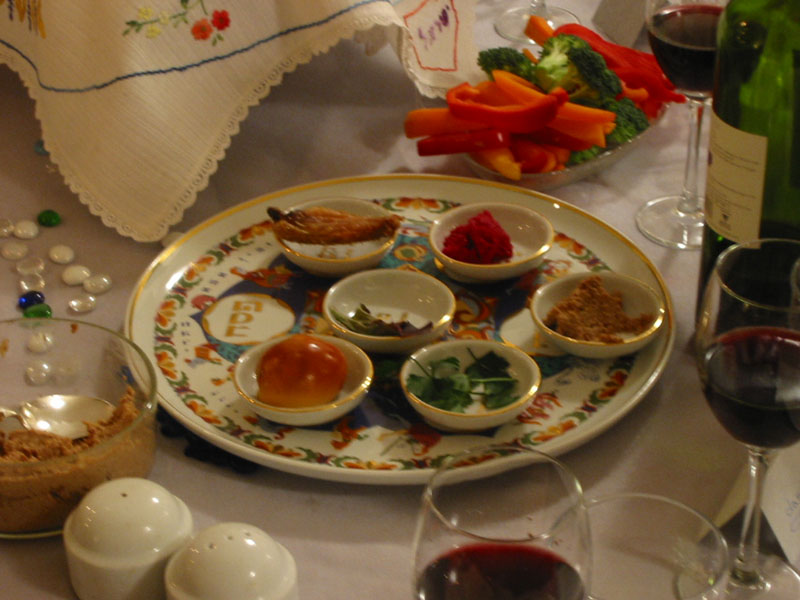
Der Sederteller

Jeder Festtag beginnt am Vorabend, denn im jüdischen Kalender dauert der Tag vom Vorabend bis zum Abend des Tages – nicht von 0 bis 24 Uhr. Der abendliche Beginn wird mit dem Wort Erev, hebräisch עֶרֶב ʿæræḇ „Abend“, bezeichnet. Das eigentliche Pessach beginnt mit einem Abendgottesdienst in der Synagoge, dem das große Festmahl im Familienkreis folgt: der Seder („Ordnung“). Es beginnt mit dem Segen Schehechejanu. Bestimmte Speisen mit symbolischer Bedeutung werden nach einem genau festgelegten Verlauf gemeinsam eingenommen. Währenddessen verliest der Sederleiter jeweils die entsprechende Bibelstelle und Erklärungen aus der Pessachliturgie (Haggada), die die Bedeutung der Speise erklärt. Das jüngste Tischmitglied stellt vier Fragen, die Ma Nischtana. Nach dem Verzehr der symbolischen Speisen folgt das eigentliche Festmahl. Es werden in bestimmten Abständen insgesamt vier Becher Wein getrunken, die Gottes Verheißungen symbolisieren: Er wollte die Kinder Israels nach Ex 6,6f  herausführen, erretten, erlösen und als eigenes Volk annehmen. Ein fünfter Becher steht seit dem Mittelalter in manchen Traditionen (nicht aber im Ritus nach den gängigen Standardausgaben der Haggada) für den Propheten Elija bereit, der erwartet wird, um das Kommen des Messias anzukündigen. Im liberalen Glauben wird ebenfalls ein Becher Wasser für Mirjam, die Schwester des Moses, bereitgestellt. Während des Seder singt die Familie vor allem Lob- und Danklieder, den Abschluss bildet traditionellerweise Chad gadja.

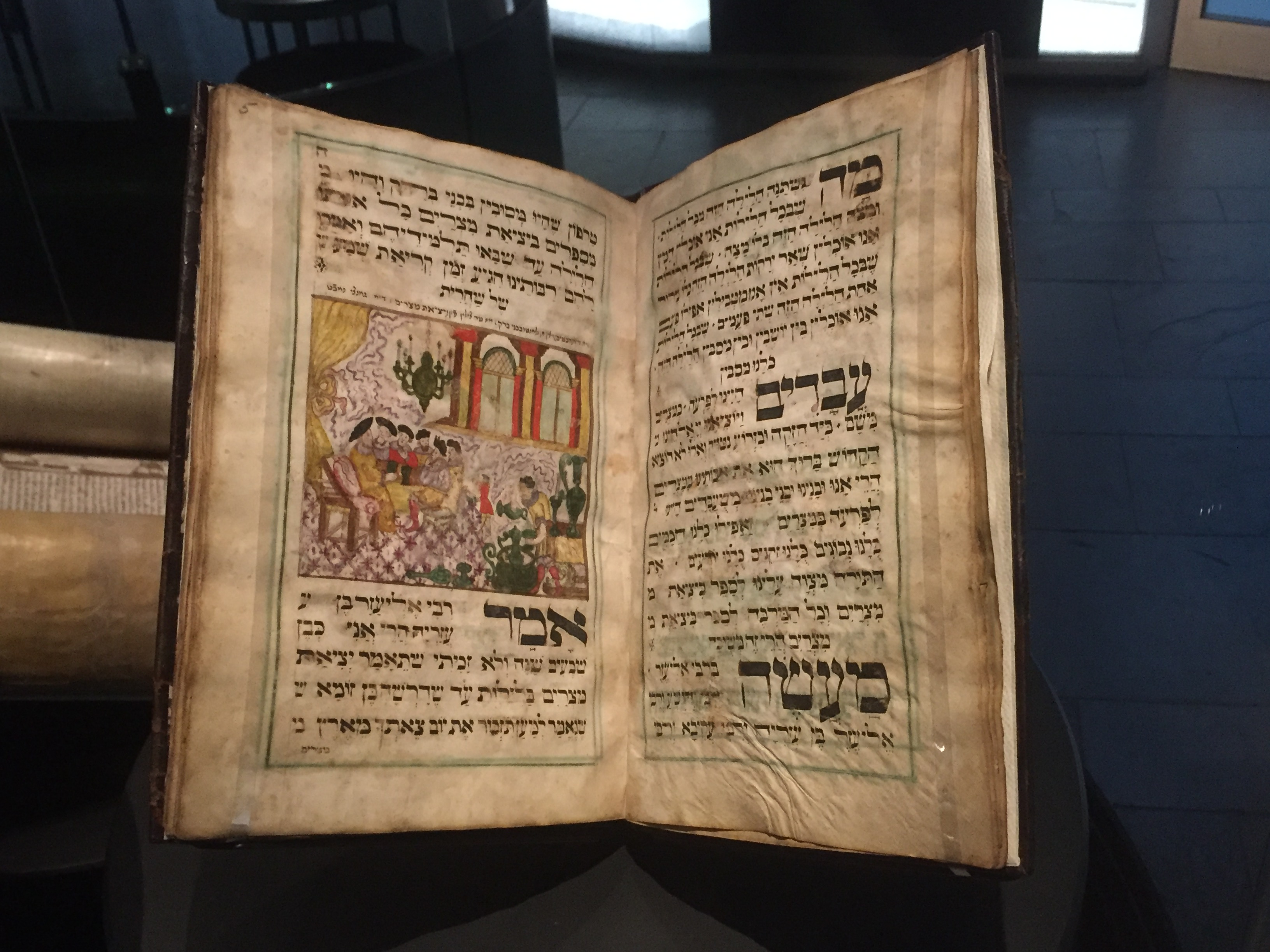
Pessach-Haggada von Jakob Michael May Segal 1731 Frankfurt am Main

Pessach ist – mehr noch als viele andere jüdische Feste – ein Familienfest, mit dem die Angehörigen sich in die Ursprungstraditionen ihres Volkes stellen, diese erinnern und neu für sich bekräftigen. Jeder soll sich fühlen, als wäre er selbst aus Ägypten ausgezogen und würde seinen Kindern davon erzählen. Diese Erinnerung soll die Identität und den Zusammenhalt des Judentums, auch in aller Zerstreuung und Verfolgung, bewahren.

### Omer
Bis zur Tempelzerstörung kam im Pessach dem 16. Nisan noch eine besondere Bedeutung zu. Es wurde der Omer dargebracht. Dabei handelte es sich um die erste Garbe neuen Getreides. Die Omer-Garbe wurde mit großem Aufwand geschnitten und verbunden mit einem Brandopfer dargebracht (Lev 23,12 ). Erst danach war der Genuss der neuen Ernte erlaubt. Für das Datum der Omer-Darbringung bestimmte Lev 23,11  den „Tag nach dem Sabbat“. Die Boethusäer, Sadduzäer und Karäer verstanden Sabbat als Wochentag. Sie feierten die Omer-Darbringung deshalb immer an einem Sonntag. Durchgesetzt hat sich aber die Auffassung der Pharisäer. Sie betrachteten den Sabbat im Sinne von Lev 23,11 als den ersten Tag des Pessachfestes. Deshalb fand die Omer-Darbringung dann immer am 16. Nisan statt. Gemäß Dtn 16,9f  beginnt mit der Darbringung des Omers eine Zählung von sieben Wochen. Wegen der Zerstörung des Tempels wird nur noch die förmliche Zählung der Tage geübt, die seit talmudischer Zeit wegen der Ermordung der Schüler von Rabbi Akiba auch noch als Trauerzeit gelten. Diese wird nur durch Lag BaOmer am 33. Tag unterbrochen, der als Freudentag begangen wird. Auf den fünfzigsten Tag fällt dann das Wochenfest Schawuot.

### Jiskor
Am letzten Festtag des Pessach wird verstorbener Familienangehöriger mit dem Jiskor-Gebet gedacht. Dabei beten die Lebenden für die Verstorbenen. Die Betenden sollen sich auf die Zerbrechlichkeit und Nichtigkeit des Menschen besinnen. Sie versprechen in einzelnen Abschnitten des Gebets, für Wohltätigkeit und Tora-Ausbildung zu spenden. Ziel des Gebets ist es, dass Gott der Seelen der verstorbenen Verwandten wohlwollend gedenken soll. Dieses Gebet wird nicht nur am letzten Pessachtag, sondern auch an Jom Kippur, Schawuot und Schmini Azeret gesprochen. Am eigentlichen Jiskor nehmen nur diejenigen teil, die einen oder beide Elternteile verloren haben, d. h. diejenigen, deren beide Eltern noch leben, verlassen während dieses Gebets die Synagoge bzw. den Betsaal und kehren anschließend zurück.

## Bedeutung im Christentum

### Neues Testament

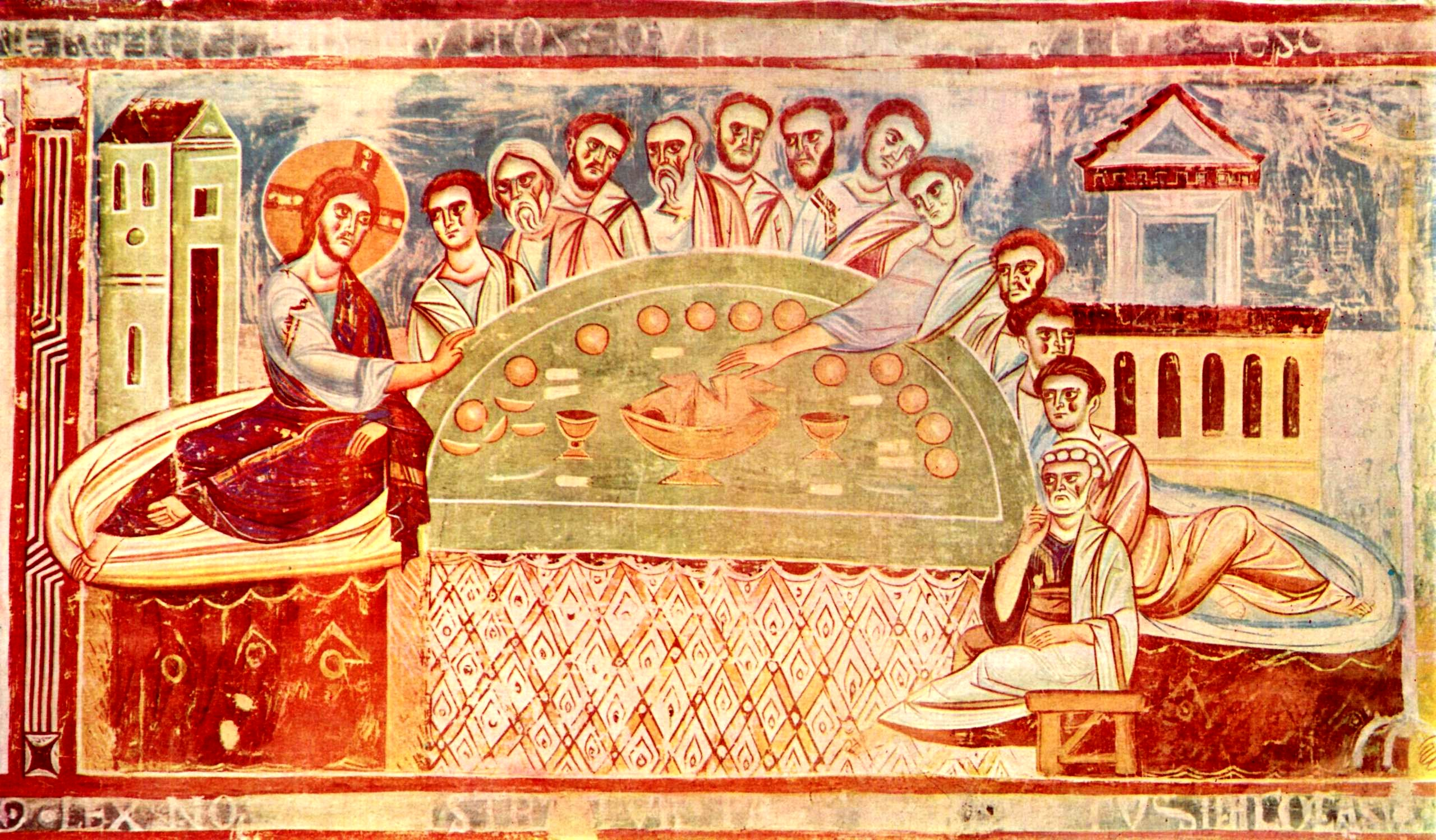
Das letzte Abendmahl als Pessachmahl am Sederabend

Die Kreuzigung und Auferstehung Jesu Christi in Jerusalem fielen nach dem Neuen Testament in eine Pessachwoche; nach den Synoptikern war Jesu Todestag am ersten Tag des Pessachfestes, dem 15. Nisan (Mt 26,17–19 ; Mk 14,12–16 ; Lk 22,7–13 ) und nach dem Johannesevangelium starb Jesus am 14. Nisan (siehe Quartodezimaner) zur selben Zeit, als die Passahlämmer im Tempel geschlachtet wurden (Joh 19,14–24 ). Jesu Tod steht damit im Urchristentum im Zusammenhang der Befreiungshoffnung Israels als gegenbildliches Passahlamm. Seine Auferstehung wird als Bekräftigung dieser Hoffnung verstanden und ihre Ausweitung auf alle Völker erwartet.
Das frühchristliche Abendmahl nimmt nach Joachim Jeremias Elemente des jüdischen Seder-Mahls wie die häusliche Feier, Deuteworte zu den Speisen, Dankgebet, Segensbecher (Mk 14,12–25 ) auf. Dazu gehört auch das christologische Bild des Osterlammes, das an die bis 70 n. Chr. am Tempel geschlachteten Pessachopfer erinnert. Für Paulus von Tarsus ist Christus als „unser Pas-cha“ geschlachtet worden, so dass alles Festhalten am „alten Sauerteig“ der innerchristlichen Machtkämpfe sich erübrige (1 Kor 5,7 ).

### Christentumsgeschichte
In der Alten Kirche wurde lange um den Ostertermin gestritten (siehe Osterfeststreit und Quartodezimaner). Schließlich wurde der Sonntag nach dem ersten Frühjahrsvollmond als Ostersonntag festgelegt. Damit sollte das Osterfest vom jüdischen Pessachtermin unterschieden werden.
Die traditionelle Oster-Liturgie verdeutlicht jedoch den Bezug zum jüdischen Pessachfest: In der Osternachtsfeier wird immer auch ein Text aus dem Buch Exodus zum Auszug der Israeliten vorgelesen. Der Einzug des Priesters oder Pfarrers mit der Osterkerze erinnert an die Feuersäule beim Auszug der Israeliten. Das Exsultet, das große Osterlob nach dem Einzug, schildert die Bedeutung der Paschanacht für das Christentum: Ausgehend vom Auszug aus Ägypten wird auf die Auferstehung des Christus hingewiesen, der als „das wahre Lamm geschlachtet ward, dessen Blut die Türen der Gläubigen heiligt und das Volk bewahrt vor Tod und Verderben.“ Gemäß dem Glauben der frühen Kirche wird es auch in einer Pessachnacht sein, wenn Christus in Herrlichkeit wiederkommen wird. In der lateinischen und armenischen Kirche wird bei der Eucharistie ungesäuertes Brot als Oblate verwendet. Dies führte zum sogenannten Azymastreit mit der orthodoxen Kirche, die nur Brot aus Sauerteig für zulässig hält.